# Chen Hongshou
Chen Hongshou (Chinesisch: 陈洪绶, Pinyin: Chén Hóngshòu; * 1598 oder 1599 in Zhuji, Provinz Zhejiang; † 1652) war ein bedeutender chinesischer Maler, Grafiker und Illustrator am Ende der Ming-Dynastie und im Übergang zur mandschurischen Qing-Dynastie.

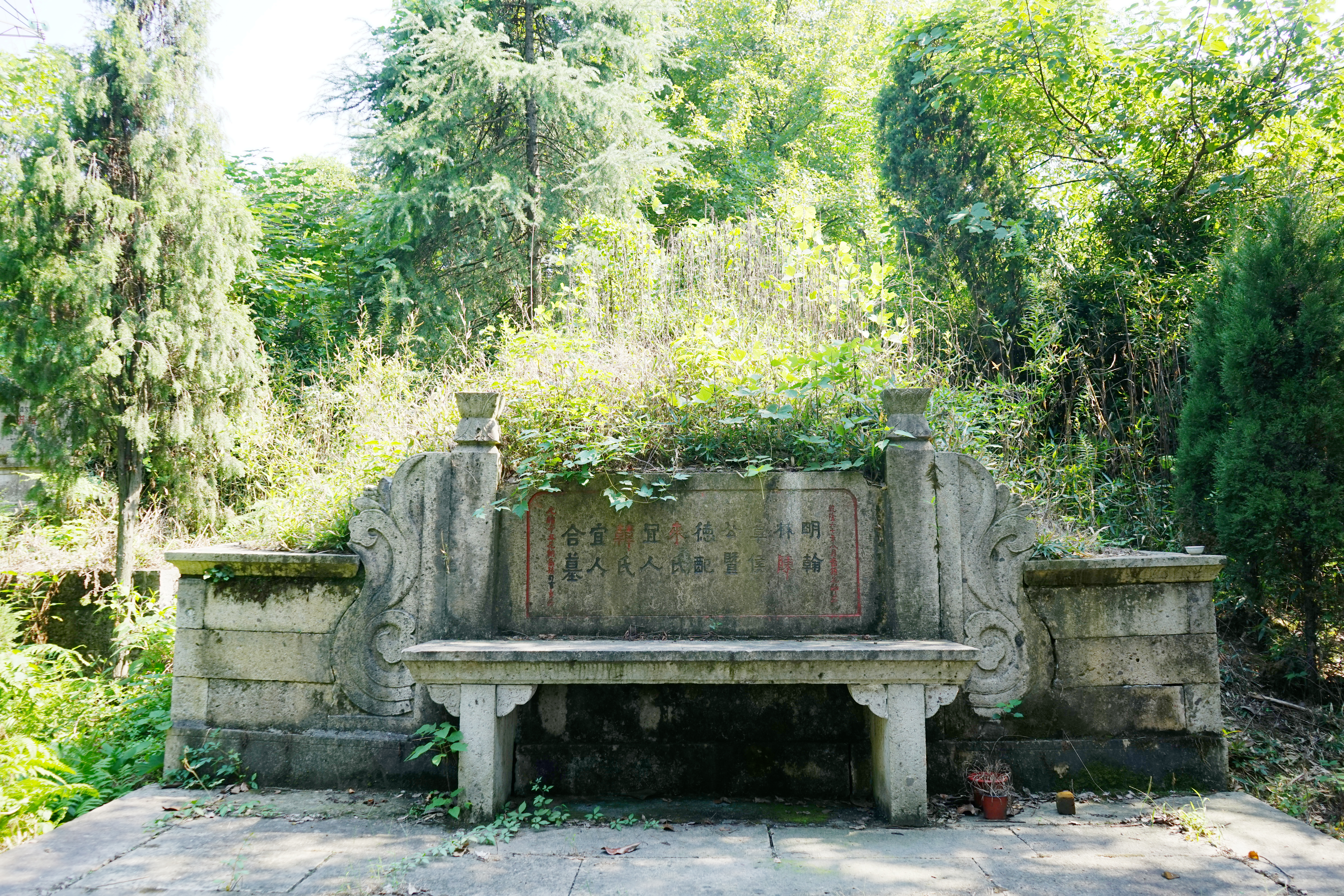
Grab von Chen Hongshou

Der schon in früher Jugend verwaiste Künstler, begann schon in seiner Kindheit mit dem Studium der Malerei. So machte er in Hangzhou Steinabreibungen von den 72 Weisenbildnissen, die Li Gongling, ein berühmter Maler der nördlichen Song-Dynastie geschaffen hatte. Diese Bilder zeichnete er zu Hause wiederholt nach. Zweimal hielt er sich in Peking auf. Während seines zweiten Aufenthalts gelang es ihm Zutritt zu kaiserliche Akademie zu erhalten. Dort hatte er Zugang zu den im Palast aufbewahrten Meisterwerken der Malerei, darunter die Kaiserporträts. Chens Ruhm und Popularität erreichte einen Höhepunkt. Neben Cui Zizhong, dem „Meister des Nordens“, wurde er, als „Meister Südens“, als einer der bedeutendsten Maler seines Landes betrachtet. Ein Einschnitt in seinem Leben stellte das Ende der Ming-Dynastie dar. Nach dem Tod (Selbstmord) des Kaisers zog er sich wieder in seine Heimat zurück. Da er sich weigerte, für die neuen Machthaber zu malen (er blieb bei dieser Haltung bis an sein Lebensende), wurde er kurzzeitig inhaftiert. Danach verbrachte er ein Jahr in einem buddhistischen Kloster in Shaoxing. Danach lebte er als Privatmann vom Verkauf seiner Bilder. Er ergab sich schließlich dem Trunk. Sein Grab am Hengpeng-Berg bei Shaoxing ist heute noch erhalten. Seine Biographie wurde durch den zeitgenössischen Sammler und Gelehrten Zhou Lianggong in dessen Buch Tuhualu neben anderer Künstlerbiographien überliefert.
Chen Hongshou gilt auch heute noch als einer der bedeutendsten Maler Chinas. Sein Werk umfasst ein großes Spektrum. Er hinterließ meisterhafte Landschafts-, Blumen- und Vogelbilder, außerordentlich prägnante Personenporträts, sowie ein umfangreiches Werk an Buchillustrationen für so bekannte Werke wie das volkstümliche „Die Räuber vom Liangshan-Moor“ oder die „Die Westkammer“ von Wang Shifu.

Landschaft
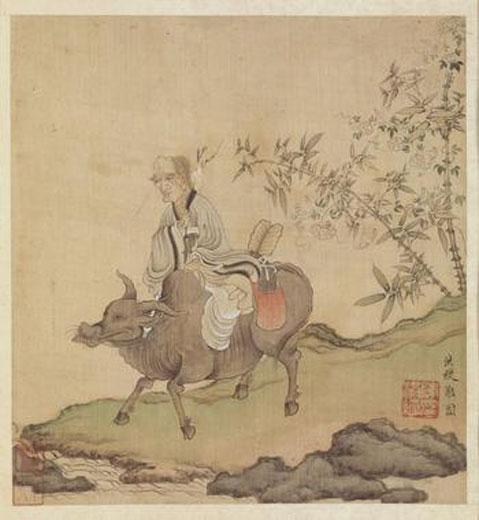
Ochsenreiter
Blütenzweige mit Schmetterling
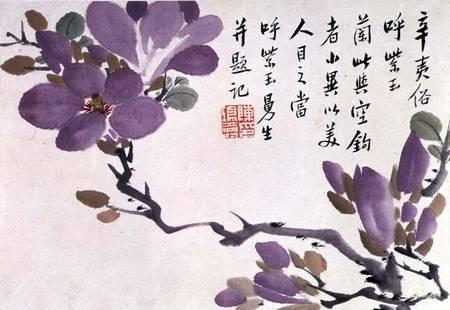
Blüten mit Gedicht
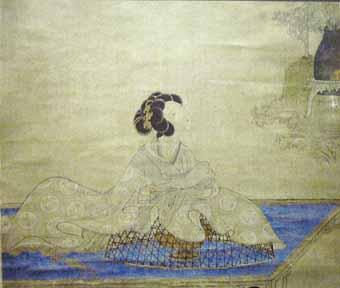
Porträt einer Dame
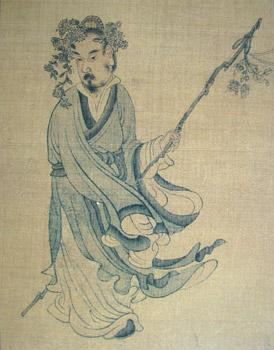
Porträt von Tao Qian
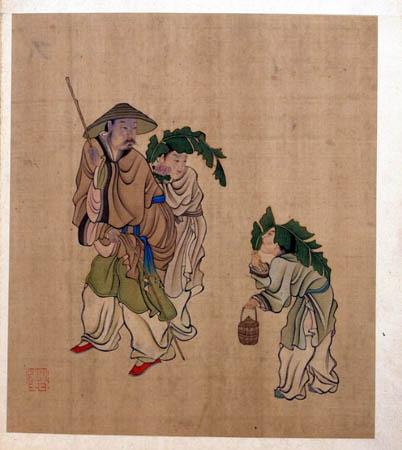
Reisende
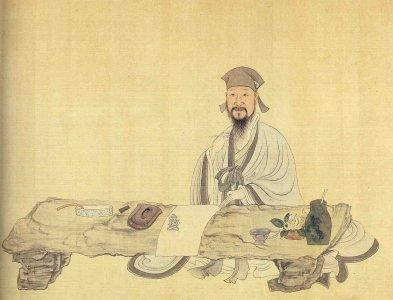
Die 4 Freuden des Nan Shenglu